# Bradyrhizobium daqingense
Bradyrhizobium daqingense (лат.) — вид азотфиксирующей бактерий из рода Bradyrhizobium, выделенная из корневых клубеньков сои, выращенных в городе Дацин в Китае. Оптимальная температура развития составляет 28 °C. Содержание суммы гуанина и цитозина в ДНК составляет 61,2 %. Типовые штаммы: CCBAU 15774, CGMCC 1.10947, HAMBI 3184, LMG 26137.